# 穗序鹅掌柴
穗序鹅掌柴（学名：Schefflera delavayi）是五加科鹅掌柴属的植物，为中国的特有植物。分布于中国大陆的福建、云南、四川、贵州、广西、广东、湖北、江西等地，生长于海拔600米至3,100米的地区，一般生长在阴湿的林缘、山谷溪边的常绿阔叶林中和疏林，目前尚未由人工引种栽培。

## 别名
德氏鸭脚木（植物分类学报）、红绒毛鸭脚木（广西植物名录）、大五加皮（广西土名）、假通脱木（贵州土名）

## 异名
- Schefflera delavayi (Franch.) Harms ex Diels var. ochrascens Hand.-Mazz.